# Pétronille Rostagnat
Pétronille Rostagnat, née à Nice le 29 août 1980, est une femme de lettres française, autrice de romans policiers.

## Biographie
Pétronille Rostagnat est née à Nice mais est originaire de Champteussé-sur-Baconne (Maine-et-Loire). Elle fait des études de commerce à l'ESSCA à Angers. Elle obtient un diplôme de commerce spécialisé en marketing relation client en 2004. Après quelques années à Paris puis à Lyon, elle part vivre à l'étranger avec son conjoint, à Shanghai de 2007 à 2010. Après un bref retour dans la capitale française, elle repart à Dubaï, à la suite de la mutation de son mari. 
Son premier roman, La Fée noire, est publié en 2015. Il met en scène Alexane Laroche, commandante à la brigade criminelle du 36 Quai des Orfèvres. Les deux livres suivants ont la même héroïne. Puis c'est Pauline Carel, avocate pénaliste, qui devient le personnage principal de Un jour tu paieras.
Depuis 2023, ses polars sont édités chez HarperCollins.
Si plusieurs de ses livres suivent la même héroïne, il n'y a pas besoin pour autant de les lire dans l'ordre de parution. Ils se lisent tous indépendamment les uns des autres.

## Œuvre

### Romans
Série "Commandant Alexane Laroche"
- 1- La Fée noire
  - Paris : Éditions Chapitre.com, 2015, 261 p.  (ISBN 979-10-290-0316-5)
  - Paris : Incartade(s) éditions, 2016, 215 p.  (ISBN 978-2-37610-000-3)
  - Paris : France Loisirs, 2017, 418 p.  (ISBN 978-2-298-12401-9)
  - Paris : l'Écritoire, coll. "Alibi", 2023, 286 p.  (ISBN 978-2-38365-145-1)
  - Paris : Éditions du 123, coll. "123 poche", 03/2024, 314 p.  (ISBN 978-2-37610-163-5). Éd. revue et corrigée.

- 2- Ton dernier souffle
  - Paris : Incartade(s) éditions, coll. "Policier", 03/2017, 264 p.  (ISBN 978-2-37610-015-7)
  - Paris : Éditions du 123, coll. "123 poche", 10/2024, 313 p.  (ISBN 978-2-37610-161-1). Éd. revue et corrigée.

- 3- On a tous une bonne raison de tuer
  - Paris : France Loisirs, 2018[3]
  - Paris : Incartade(s) éditions, 01/2019, 313 p.  (ISBN 978-2-37610-056-0)
  - Paris : Éditions du 123, coll. "123 poche", 03/2025, 294 p.  (ISBN 978-2-37610-182-6). Éd. revue et corrigée.

- 4- Je pensais t'épargner
  - Vanves : Marabout, coll. " Black Lab", 03/2021, 338 p.  (ISBN 978-2-501-15763-6)
  - Paris : HarperCollins, coll. "HarperCollins Poche Noir" no 328, 02/2022, 283 p.  (ISBN 979-10-339-0933-0)

- 5- Sur leurs traces
  - Paris : HarperCollins, coll. "HarperCollins Noir", 04/2025, 347 p.  (ISBN 979-10-339-1919-3)[4]

Série "l'avocate Pauline Carel"
- 1- Un jour tu paieras
  - Vanves : Marabout, coll. "Black Lab", 01/2020, 285 p.  (ISBN 978-2-501-13849-9)
  - Paris : HarperCollins, coll. "HarperCollins Poche Noir" no 231, 03/2021, 283 p.  (ISBN 979-10-339-0864-7)

- 2- Quand tu ouvriras les yeux
  - Paris : HarperCollins, coll. "HarperCollins Noir", 03/2023, 300 p.  (ISBN 979-10-339-1431-0)
  - Montpellier : Gabelire, 01/2024, 486 p.  (ISBN 978-2-37083-428-7). NB : Éd. en gros caractères.
  - Paris : HarperCollins, coll. "HarperCollins Poche Thriller" no 600, 03/2024, 280 p.  (ISBN 979-10-339-1694-9)

Autres romans
- J'aurais aimé te tuer
  - Vanves : Marabout, coll. "Black Lab", 02/2022, 252 p.  (ISBN 978-2-501-16075-9)
  - Paris : HarperCollins, coll. "HarperCollins Poche Noir" no 471, 03/2023, 250 p.  (ISBN 979-1-0339-1254-5)
  - Montpellier : Gabelire, 04/2023, 430 p.  (ISBN 978-2-37083-388-4). NB : Éd. en gros caractères.

- Comment te croire ?
  - Paris : HarperCollins, coll. "HarperCollins Noir", 03/2024, 282 p.  (ISBN 979-10-339-1703-8)
  - Montpellier : Gabelire, 01/2025, 446 p.  (ISBN 978-2-37083-459-1). NB : Éd. en gros caractères.
  - Paris : HarperCollins, coll. "HarperCollins Poche Noir" no 729, 04/2025, 278 p.  (ISBN 979-10-339-2074-8)

## Livre jeu
- Les Crimes à résoudre de Pétronille Rostagnat. Paris : Merci les Livres, 06/2025, 64 p.  (ISBN 978-2-38355-862-0)

## Récompenses et distinctions

### Prix
- 2022 : Prix Polar du meilleur roman francophone pour J’aurais aimé te tuer[5],[6].
- 2023 : Grand Prix Iris Noir Bruxelles, pour Quand tu ouvriras les yeux[7].
- 2025 : Finaliste prix maison de la presse pour Sur leurs traces[8].